# 高瀬大樹
高瀬 大樹（たかせ だいじゅ、1978年3月20日 - ）は、日本の男性総合格闘家、キックボクサー。
「寝技アーティスト」、「影のグラップリング・キング」と呼ばれ、2003年にはアンデウソン・シウバから三角絞めで一本勝ちした。

## 来歴
1998年6月24日、プロ総合格闘技デビュー戦となるPRIDE.3で、身長204cm、体重310kgの巨漢エマニュエル・ヤーブローを殴り続け、ギブアップによる勝利を挙げた。
1999年7月16日、UFC初出場となったUFC 21でジェレミー・ホーンと対戦し、TKO負け。この試合は川口健次の欠場に伴う出場となった。
1999年8月1日、PANCRASE 1999 BREAKTHROUGH TOURで行われたネオブラッド・トーナメントの1回戦で美濃輪育久と対戦し、三角絞めで一本負け。
1999年11月14日、UFC 23で行われたUFC-Jミドル級トーナメントの1回戦で山本喧一と対戦し、判定負け。
2000年6月26日、PANCRASE 2000 TRANS TOURで行われたミドル級ランキングトーナメントの1回戦でネイサン・マーコートと対戦し、KO負け。12月16日、UFC 29でファビアノ・イハと対戦し、TKO負け。
2002年にPRIDEへの登竜門的大会「THE BEST」でジョイユ・デ・オリベイラに判定勝ち、ニーノ・シェンブリに判定負けで1勝1敗の戦績を残した。
その後、所属していた和術慧舟會東京本部を離れ、J-ROCKと契約した。吉田道場などで練習を行っていたが、所属はフリーとなっていた。
2003年6月8日、PRIDE.26でアンデウソン・シウバと対戦。下馬評を覆し三角絞めで一本勝ち。
しかしその後PRIDE 武士道でホドリゴ・グレイシーに、PRIDE SPECIAL 男祭り 2003で桜井"マッハ"速人に連敗を喫した。
2004年2月15日、PRIDE 武士道 -其の弐-でクリス・ブレナンに判定勝ち。5月23日、PRIDE 武士道 -其の参-ではカーロス・ニュートンと好勝負を展開し、判定勝ち。
2004年10月3日、CLUB DEEP 長南祭りの最終試合で長南亮とエキシビションマッチを行った。
2005年4月3日、PRIDE 武士道 -其の六-でダニエル・アカーシオにTKO負けを喫した。
2006年3月18日、オーストラリアで行われたX-plosion 13でヘクター・ロンバードを相手に約1年ぶりの復帰戦を行うが故障を押して出場したこともあり、1RでKO負けを喫した。
2006年5月26日、ロサンゼルスで開催されたグラップリングの大会であるブドーチャレンジに出場。87kg級1回戦でカール・アモーゾに三角絞めで一本勝ちするも、背中を負傷したためホナウド・ジャカレイとの決勝を辞退した。
2006年11月22日、J-NETWORKで自身のキャリア初となるキックボクシングの試合を行い、野井翔健に判定勝ち。
2007年3月21日、後楽園ホールにて行われたプロレス興行「UWAI STATION 4」にてプロレスデビュー。メインイベントで、当時三冠ヘビー級王者の鈴木みのると一騎討ちを行い、飛びつき腕ひしぎ十字固めなどを仕掛けていったものの、11分1秒の試合時間で、鈴木のゴッチ式パイルドライバーに敗れた。
2008年3月4日、クラブファイトのグラップリングルールの賞金マッチで原井徹と対戦し、1R1分37秒変形三角絞めで一本勝ち。
2008年6月14日、約2年振りの総合格闘技復帰戦となる、イリノイ州で開催されたAdrenaline MMAの旗揚げ戦でテリー・マーティンと対戦。1ラウンド、2ラウンドでそれぞれローブローを放ち、反則負けとなった。
2009年4月頃より自身のブログ内で「格闘界の光と影」と題して自身の経験に裏話を交えた話を連載し、話題を集めた。
2009年6月27日、CAGE FORCE初出場となったCAGE FORCEで森川修次と対戦し、判定勝ち。
2009年8月23日、タイタン・ファイティング・チャンピオンシップ 5で柔道衣で覆面を被ったMr.Xと対戦し、腕ひしぎ十字固めで一本勝ち。
2009年12月11日、Fujiwara Festival 〜藤原祭り2009〜で寒川直喜と相手の土俵であるキックボクシングルールで対戦し、0-3の判定負けを喫した。ヘビー級契約での試合となり、前日計量では寒川が80.7kg、高瀬が92.8kgと12kgの体重差があった。
2010年8月25日、BOXFIGHT旗揚げ戦で篤志と対戦し、2Rに右ストレートでダウンを奪われた上で0-3の判定負けを喫した。
2010年9月16日、シンガポールで行われたマーシャル・コンバットでショーニー・カーターと初代ミドル級王座決定戦で対戦予定であったが、その後対戦相手がブライアン・ガサウェイに変更。9月初めに自身の内転筋挫傷により欠場が決まった。
2010年10月15日、自身のブログ内容をメインとした初の著書「嫌われ者」を出版した。
2014年12月23日、REAL 1でカルロス・トヨタと無差別級で対戦し、39秒KO負け。
2015年3月21日、ROAD FC 022でユン・ドンシクと88kg契約で対戦予定であったが、高瀬が1度目の計量で契約体重をパス出来ず、2度目の計量でもパス出来なかった為、体重超過で失格となり試合中止となった。
2015年7月25日、ROAD FC 024 in Japanで体重超過で試合中止となったユン・ドンシクと対戦し、判定負け。
2016年4月3日、シュートボクシング初出場となったSHOOT BOXING 2016 act.2で南国超人と対戦し、判定負け。
2018年12月27日、ビッグバン・統一への道 其の34でキックボクシングルールで愛鷹亮と対戦し、判定負け。

## 人物
- 桜庭和志のスパッツのデザインを真似たスパッツを履いて試合を行っていた時期があった。
- 和術慧舟會に入門する前までは、格闘技経験はおろか、格闘技に対して全く興味が無かった。
- 自身のブログで書いていた“光と影シリーズ”が話題となり、ピーク時は一日で22万ものアクセス数があった。

## 戦績

### 総合格闘技
| 総合格闘技 戦績 | 総合格闘技 戦績 | 総合格闘技 戦績 | 総合格闘技 戦績 | 総合格闘技 戦績 | 総合格闘技 戦績 | 総合格闘技 戦績 |
| --------------- | --------------- | --------------- | --------------- | --------------- | --------------- | --------------- |
| 29 試合         | (T)KO           | 一本            | 判定            | その他          | 引き分け        | 無効試合        |
| 12 勝           | 1               | 5               | 6               | 0               | 2               | 0               |
| 15 敗           | 7               | 1               | 6               | 1               | 2               | 0               |

| 勝敗 | 対戦相手                       | 試合結果                             | 大会名                                                               | 開催年月日     |
| ×    | ユン・ドンシク                 | 5分3R終了 判定1-2                    | ROAD FC 024 in Japan                                                 | 2015年7月25日  |
| ×    | カルロス・トヨタ               | 1R 0:39 KO（右フック）               | REAL 1                                                               | 2014年12月23日 |
| ○    | ウィ・スンベ                   | 1R 4:34 TKO（左ストレート→パウンド） | ROAD FC 016                                                          | 2014年7月26日  |
| ○    | 桜木裕司                       | 2R 1:33 フロントチョーク             | DEEP HALEO IMPACT 〜三崎和雄引退セレモニー〜                         | 2012年12月22日 |
| ○    | ブランドン・ケスラー           | 5分3R終了 判定3-0                    | Dare Fight Sports: Dare 1/12                                         | 2012年1月7日   |
| △    | キム・フン                     | 5分2R終了 判定1-0                    | PANCRASE 2010 PASSION TOUR                                           | 2010年4月29日  |
| ○    | Mr.X                           | 1R 2:17 腕ひしぎ十字固め             | タイタン・ファイティング・チャンピオンシップ5                        | 2009年8月23日  |
| ○    | 森川修次                       | 5分3R終了 判定2-1                    | CAGE FORCE                                                           | 2009年6月27日  |
| ×    | 地主正孝                       | 2R 4:57 KO（右ストレート）           | HEAT8                                                                | 2008年12月14日 |
| ×    | テリー・マーティン             | 2R 3:35 反則（ローブロー）           | Adrenaline MMA 1                                                     | 2008年6月14日  |
| ×    | ヘクター・ロンバード           | 1R 4:40 KO（左フック）               | X-plosion 13                                                         | 2006年3月18日  |
| ×    | ダニエル・アカーシオ           | 2R 3:34 TKO（サッカーボールキック）  | PRIDE 武士道 -其の六-                                                | 2005年4月3日   |
| ○    | カーロス・ニュートン           | 2R（10分/5分）終了 判定2-1           | PRIDE 武士道 -其の参-                                                | 2004年5月23日  |
| ○    | クリス・ブレナン               | 2R（10分/5分）終了 判定3-0           | PRIDE 武士道 -其の弐-                                                | 2004年2月15日  |
| ×    | 桜井"マッハ"速人               | 3R（10分/5分/5分）終了 判定0-3       | PRIDE SPECIAL 男祭り 2003                                            | 2003年12月31日 |
| ×    | ホドリゴ・グレイシー           | 2R（10分/5分）終了 判定0-3           | PRIDE 武士道 -其の壱-                                                | 2003年10月5日  |
| ○    | アンデウソン・シウバ           | 1R 8:33 三角絞め                     | PRIDE.26 REBORN                                                      | 2003年6月8日   |
| ×    | ニーノ・"エルビス"・シェンブリ | 5分2R終了 判定1-2                    | THE BEST Vol.2                                                       | 2002年7月20日  |
| ○    | ジョイユ・デ・オリベイラ       | 5分2R終了 判定3-0                    | THE BEST                                                             | 2002年2月22日  |
| ○    | ラバーン・クラーク             | 2R 0:16 三角絞め                     | PANCRASE 2001 PROOF TOUR                                             | 2001年3月31日  |
| ×    | 國奥麒樹真                     | 5分3R終了 判定0-2                    | PANCRASE 2001 PROOF TOUR                                             | 2001年7月29日  |
| ×    | ファビアノ・イハ               | 1R 2:24 TKO（パウンド）              | UFC 29: Defense of the Belts                                         | 2000年12月16日 |
| ×    | ネイサン・マーコート           | 延長R 1:30 KO（膝蹴り）              | PANCRASE 2000 TRANS TOUR 【ミドル級ランキングトーナメント 1回戦】    | 2000年6月26日  |
| ○    | 渡辺大介                       | 10分1R終了 判定3-0                   | PANCRASE 2000 TRANS TOUR                                             | 2000年1月23日  |
| ×    | 山本喧一                       | 5分3R終了 判定0-3                    | UFC 23: Ultimate Japan 2                                             | 1999年11月14日 |
| ×    | 美濃輪育久                     | 7:59 三角絞め                        | PANCRASE 1999 BREAKTHROUGH TOUR 【ネオブラッド・トーナメント 1回戦】 | 1999年8月1日   |
| ×    | ジェレミー・ホーン             | 1R 4:41 TKO（マウントパンチ）        | UFC 21: Return of the Champions                                      | 1999年7月16日  |
| △    | 石井大輔                       | 15分1R終了 時間切れ                  | PANCRASE 1999 BREAKTHROUGH TOUR                                      | 1999年4月18日  |
| ○    | エマニュエル・ヤーブロー       | 2R 3:22 ギブアップ（パウンド）       | PRIDE.3                                                              | 1998年6月24日  |

### キックボクシング
| 勝敗 | 対戦相手          | 試合結果            | 大会名 | 開催年月日     |
| ×    | 愛鷹亮            | 3R終了 判定0-3      | ビッグバン・統一への道 其の34                                                                                   | 2018年12月27日 |
| ○    | 夏樹              | 3R終了 延長R判定3-0 | RISE 114 | 2016年11月25日 |
| ○    | 酒井リョウ        | 3R終了 判定3-0      | ビッグバン・ザ・フィーチャー15                                                                                  | 2015年11月15日 |
| ×    | 林武重            | 3R終了 判定0-3      | ビッグバン・統一への道 其の二二                                                                                 | 2015年9月6日   |
| ○    | 細井光世（真FMW） | 3R終了 判定3-0      | ビッグバン・ザ・フィーチャー12                                                                                  | 2014年10月12日 |
| ○    | 西田操一          | 3R終了 判定3-0      | ビッグバン・統一への道 其の十五                                                                                 | 2013年12月1日  |
| ○    | 林武重            | 3R終了 判定3-0      | ビッグバン・統一への道 其の五                                                                                   | 2011年5月15日  |
| ×    | 寒川直喜          | 3R終了 判定0-3      | Fujiwara Festival 〜藤原祭り2009〜                                                                              | 2009年12月11日 |
| ×    | たけむら光一      | 3R終了 判定0-3      | R.I.S.E. XLI | 2007年11月25日 |
| ○    | 野井翔健          | 3R終了 判定3-0      | J-NETWORK「MACH GO! GO! '06 〜フライ級最強決定トーナメント準決勝〜 & 喧嘩火山再爆発 〜THE REMATCH 寒川×我龍〜」 | 2006年11月22日 |

### ボクシング
| 勝敗 | 対戦相手 | 試合結果       | 大会名                           | 開催年月日    |
| ×    | 篤志     | 3R終了 判定0-3 | BOXFIGHT旗揚げ戦 〜Firstimpact〜 | 2010年8月25日 |

### シュートボクシング
| 勝敗 | 対戦相手             | 試合結果       | 大会名                  | 開催年月日   |
| ×    | 岩下雅大（南国超人） | 3R終了 判定0-3 | SHOOT BOXING 2016 act.2 | 2016年4月3日 |

### グラップリング
| 勝敗 | 対戦相手                         | 試合結果               | 大会名                                | 開催年月日     |
| ○    | 武士正                           | 0分33秒 裸締め         | WARDOG 08 × GRACHAN 21                | 2016年1月31日  |
| ○    | 原井徹                           | 1R 1:37 変形三角絞め   | クラブファイト                        | 2008年3月4日   |
| ○    | カール・アモーゾ                 | 1R 三角絞め            | ブドーチャレンジ 【87kg未満級 1回戦】 | 2006年5月26日  |
| △    | 早川光由                         | 5分2R 判定40:40        | CONTENDERS4 prospective               | 2000年11月25日 |
| ×    | ヴァーノン・"タイガー"・ホワイト | 10分終了 ポイント      | ADCC 1999 【99kg未満級 1回戦】        | 1999年2月24日  |
| ×    | 鶴巻伸洋                         | 2R 1:16 アキレス腱固め | CONTENDERS 1                          | 1999年1月31日  |

## 著書
- 嫌われ者（2010年10月15日、イースト・プレス）